# Universitat de Màlaga
La Universitat de Màlaga (en castellà i oficialment: Universidad de Málaga) o, segons les seves sigles, UMA, és una institució d'ensenyament superior i titularitat pública fundada el 1972 a Màlaga, Andalusia. En ella hi estudien més de 36.000 alumnes i treballen prop de 2.400 professors, i s'ofereixen 62 titulacions de grau i 120 de postgrau, entre programes de doctorat, màsters i titulacions pròpies. Els ensenyaments s'imparteixen en 21 centres per professors adscrits a 81 departaments.
La immensa majoria de la docència s'articula entorn de dos campus a la capital, encara que també es manté l'oferta en centres repartits al centre urbà, així com en Ronda i Antequera.
És impulsora, juntament amb la Universitat de Sevilla, del projecte Andalusia TECH, que va obtenir la categoria de Campus d'Excel·lència Internacional atorgada pel Ministeri d'Educació d'Espanya.